# サン・ピエトロ・イン・カザーレ
サン・ピエトロ・イン・カザーレ（伊: San Pietro in Casale）は、イタリア共和国エミリア＝ロマーニャ州ボローニャ県にある、人口約13,000人の基礎自治体（コムーネ）。

## 地理

### 位置・広がり

#### 隣接コムーネ
隣接するコムーネは以下の通り。
- ベンティヴォーリオ
- カステッロ・ダルジレ
- ガッリエーラ
- マラルベルゴ
- ピエーヴェ・ディ・チェント
- サン・ジョルジョ・ディ・ピアーノ

### 気候分類・地震分類
サン・ピエトロ・イン・カザーレにおけるイタリアの気候分類 (it) および度日は、zona E, 2181 GGである。
また、イタリアの地震リスク階級 (it) では、zona 3 (sismicità bassa) に分類される。

## 行政

### 分離集落
サン・ピエトロ・イン・カザーレには、以下の分離集落（フラツィオーネ）がある。
- Asia, Cenacchio, Gavaseto, Maccaretolo, Massumatico, Poggetto, Rubizzano, Sant'Alberto, San Benedetto

## 姉妹都市
- ベネショフ、チェコ